# Trachoni (dystrykt Limassol)
Trachoni (gr. Τραχώνι) – wieś w Republice Cypryjskiej, w dystrykcie Limassol, częściowo położona na obszarze brytyjskiego terytorium Akrotiri. W 2011 roku liczyła 3952 mieszkańców.